# Fukuroi
Fukuroi (袋井市, Fukuroi-shi) est une ville située dans la préfecture de Shizuoka, au Japon.

## Géographie

### Situation
La ville de Fukuroi est située dans le sud-ouest de la préfecture de Shizuoka, sur l'île de Honshū, au Japon. Elle est bordée par l'océan Pacifique au sud et le fleuve Ōta à l'ouest.

### Municipalités limitrophes
| Iwata | Mori            | Kakegawa |
| Iwata | Fukuroi         | Kakegawa |
| Iwata | océan Pacifique | Kakegawa |

### Démographie
Au 1er juin 2024, la population de Fukuroi était de 88 041 habitants, répartis sur une superficie de 108,33 km2.

### Climat
Fukuroi a un climat subtropical humide caractérisé par des étés chauds et humides et des hivers frais. La température moyenne annuelle est de 16,0 °C. La pluviométrie annuelle moyenne est de 2 163 mm, juin et juillet étant les mois les plus humide.

## Histoire
Pendant l'époque Sengoku, la région de l'actuelle Fukuroi faisait partie de la province de Tōtōmi, gouvernée par Yamauchi Kazutoyo depuis château de Kakegawa. Durant l'époque d'Edo, la région passa sous le contrôle direct du shogunat Tokugawa. La station de Fukuroi-juku est créée sur la route Tōkaidō. 
Après la restauration de Meiji, le bourg moderne de Yamana du district de Yamana est créé. Yamana est rebaptisé Fukuroi en 1909. Le 3 novembre 1958, Fukuroi obtient le statut de ville. Le 1er avril 2005, le bourg d'Asaba (district d'Iwata) est intégré à Fukuroi.

## Économie
Les productions agricoles de la ville sont le thé et le melon.

## Culture locale et patrimoine
- Fukuroi-juku

## Sports
Le stade Ecopa de Shizuoka se trouve sur le territoire de la ville. Il a notamment accueilli des matchs de la coupe du monde de football de 2002 et de la coupe du monde de rugby à XV 2019.

## Transports
La ville est desservie par la ligne principale Tōkaidō aux gares de Fukuroi et Aino.

## Jumelage
Fukuroi est jumelée avec la ville d'Hillsboro, située dans l'Oregon aux États-Unis.